# Comuna Faaborg-Midtfyn
Faaborg-Midtfyn (Faaborg-Midtfyn Kommune) este o comună din regiunea Syddanmark, Danemarca, cu o suprafață totală de 637,48 km² și o populație de 51.694 de locuitori (2011).